# Vira Silenti
Elvira Giovene, connue sous le nom de scène Vira Silenti, née le 16 avril 1931 à Naples et morte le 1er novembre 2014 à Rome, est une actrice italienne.

## Filmographie partielle

### Au cinéma
- 1950 : Totò Tarzan de Mario Mattoli
- 1950 : Toselli (Romanzo d'amore), de Duilio Coletti
- 1953 : Les Vitelloni (I vitelloni), de Federico Fellini
- 1953 : Les Passionnés (Canzone appassionata) de Giorgio Simonelli
- 1954 : La Maison du souvenir (Casa Ricordi), de Carmine Gallone
- 1959 : Le Fils du corsaire rouge (Il figlio del corsaro rosso), de Primo Zeglio
- 1960 : L'Esclave du pharaon (Giuseppe venduto dai fratelli), d'Irving Rapper et Luciano Ricci
- 1961 : Maciste contre le Cyclope (Maciste nella terra dei ciclopi) d'Antonio Leonviola
- 1961 : Le Géant de la vallée des rois (Maciste nella valle dei re), de Carlo Campogalliani
- 1962 : Maciste en enfer (Maciste all’inferno), de Riccardo Freda
- 1964 : Le Pont des soupirs (Il Ponte dei sospiri) de Carlo Campogalliani et Piero Pierotti
- 1968 : Commando suicide (Commando suicida) de Camillo Bazzoni : madame Vonberg

### À la télévision
- 1957 : Orgoglio e Pregiudizio, de Daniele D'Anza

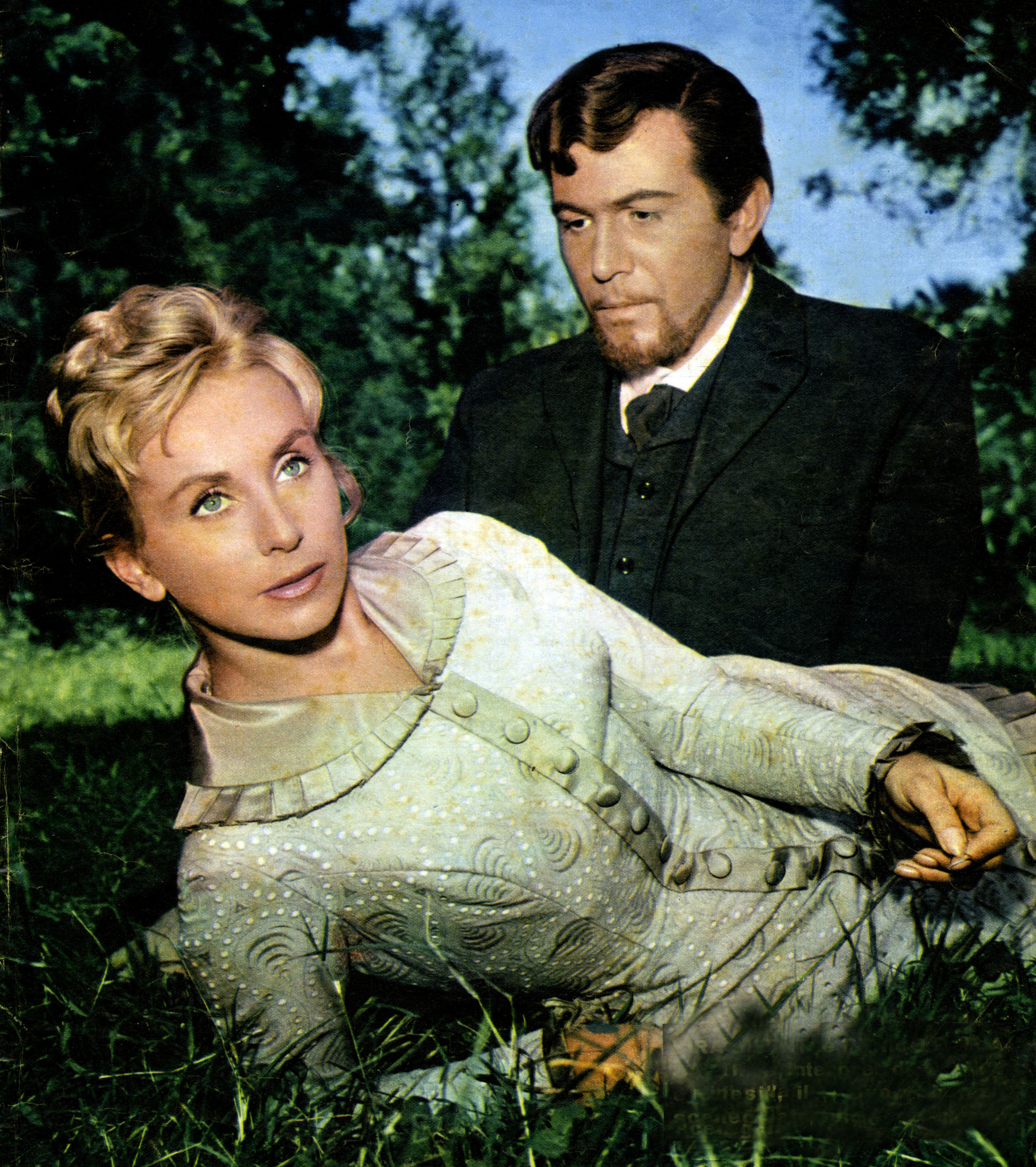
Avec Enrico Maria Salerno, photo extraite du magazine Radiocorriere (1958).

- 1962 : I Giacobini d'Edmo Fenoglio (it)